# The Slacker (film 1917 Jones)
The Slacker è un film muto del 1917. Il nome del regista non appare nei credit. Fu probabilmente il secondo lungometraggio prodotto da una compagnia di produzione composta tutta di neri.

## Trama
Al tempo della prima guerra mondiale, un giovane afro-americano elude il servizio militare ma si dimostrerà un eroe seguendo l'esempio che gli ispira la fidanzata, infermiera della Croce rossa.

## Produzione
Il film fu prodotto dalla Peter P. Jones Film Company.

## Distribuzione
Il film, in cinque rulli, fu distribuito negli USA nel 1917.